# Paweł Włodkowic
Paweł Włodkowic, latin Paulus Vladimiri, född omkring 1370 i Brudzeń, död 1435 i Kłodawa, var en polsk akademiker, rättslärd och rektor av Krakows akademi, som försvarade Polen och de icke-kristna balter mot Tyska orden.

## Biografi
Paweł Włodkowic studerade vid universitetet i Prag, där han tog examen 1393. Han fortsatte med juridikstudier vid universitetet i Padua 1404-1408. 1411 eller 1412 blev han doktor i kanonisk rätt vid Krakows akademi, där han även började föreläsa. Han var starkt påverkad av Wilhelm av Ockham, Mattias av Krakow, och Stanislav av Skarbimierz. 1413 tjänstgjorde han som kung Jogailas förhandlare i Buda, Ungern, med anledning av dispyten med Tyska orden. 1414-1415 var han rektor, och 1418 prorektor över Krakows akademi.
Paweł Włodkowic representerade Polen vid Konciliet i Konstanz 1414, och han lade då fram sin åsikt om påvens och kejsarens makt i Tractatus de potestate papae et imperatoris respectu infidelium, där han diskuterar omkring skyldigheter mot ”de otrogna”. Enligt hans mening kunde kristna och hedningar leva fredligt sida vid sida, och han kritiserade Tyska orden för hur hedningar behandlades. På grund av hans inflytande, sände påven Antionio Zeno 1421 för att undersöka Tyska ordens förehavanden.
Så tidigt som början av 1400-talet försvarade Paweł Włodkowic och Stanisław av Skarbimierz konciliarismen, och var banbrytande i deras tro på en fredlig samexistens mellan nationer, och därmed föregångare till den moderna förståelsen av mänskliga rättigheter.
1420 företrädde Paweł Włodkowic Polen under en konferens med Tyska orden i Breslau, som tillkallats under inflytande av Sigismund av Luxemburg.
Under hela sin karriär vidhöll Paweł Włodkowic sin övertygelse att en värld som byggde på fredens principer och en ömsesidig respekt mellan nationer var möjlig, och att hedniska nationer hade rätt till fred och till att besitta sitt land.
1424 drog sig Paweł Włodkowic tillbaka från det offentliga livet, och slog sig ned i Kłodawa där han avled 1435.